# Kyrksæterøra
Kyrksæterøra är en tätort i Heims kommun, Trøndelag fylke, Norge. Orten är belägen vid Hemnfjorden och utgör kommunens centralort såväl som största tätort. Den har tidigare utgjort centralort i dåvarande Hemne kommun.